# Val Bognanco
La Valle Bognanco si apre alle spalle di Domodossola, ramificandosi dalla più ampia Val d'Ossola (VCO). È attraversata dal fiume Bogna, che ha determinato la classica forma a V, il quale successivamente sfocia nel fiume Toce.

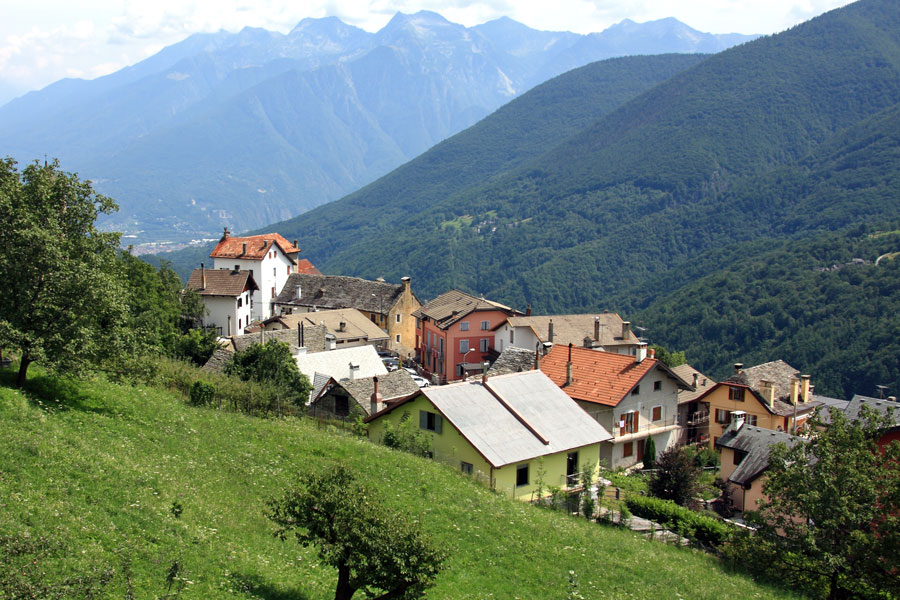
veduta di Bognanco San Lorenzo

## Geografia
In alto la vallata si allarga in una vasta conca, dove si estende la frazione di San Lorenzo. Più dell'84% della valle si trova sopra i 1000 m, ove si possono osservare molti laghetti formatesi negli anfiteatri morenici, tra cui i laghi di Paione.

### Monti
La valle si incunea nelle Alpi Pennine e, più precisamente, nella Catena dell'Andolla.
I monti principali che contornano la valle sono:
- Pizzo Straciugo - 2.712 m
- Pizzo Montalto - 2.705 m
- Pizzo Giezza - 2.658 m
- Cima del Rosso - 2.623 m
- Pizzo Pioltone (detto anche Camoscellahorn) - 2.612 m
- Cima d'Azoglio - 2.611 m
- Pizzo Fornalino - 2.562 m
- Cima Verosso - 2.444 m
- Pizzo Albiona - 2.431 m
- Pizzo del Mezzodì - 2.383 m
- Cima Camughera - 2.249 m
- Monte Rondo - 2.179 m
- Cima Lariè - 2.144 m

### Valichi
- Passo di Vallaro, 2.487 m - verso la valle svizzera Zwischbergental
- Bocchetta di Camona, 2.480 m - verso la Val Divedro
- Passo di Pontimia, 2.379 m - verso la valle svizzera Zwischbergental
- Passo della Preja, 2.322 m - verso la Valle Antrona
- Bocchetta Gattascosa, 2.157 m - verso la valle svizzera zwischbergental
- Passo di Monscera, 2.102 m - verso la valle svizzera zwischbergental

## Comuni

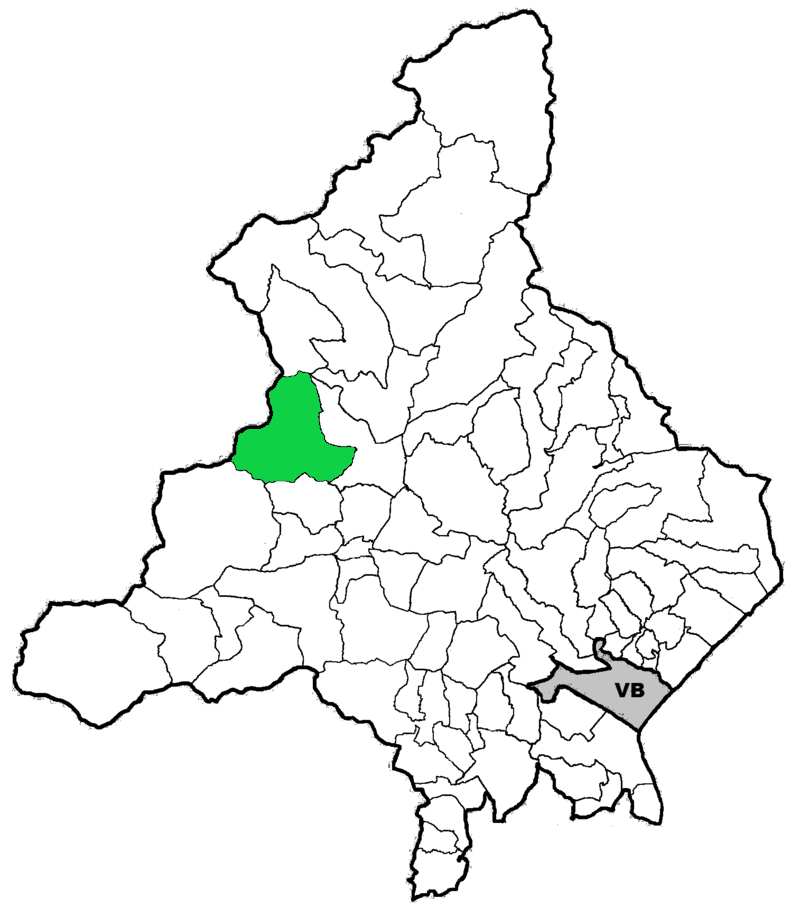
La Val Bognanco (in verde) nel VCO

L'unico comune della valle è Bognanco, noto centro di villeggiatura, di cure termali e di produzione dell'acqua minerale. Proprio l'acqua di Bognanco fu la prima in Italia (dal 1928) ad essere imbottigliata con procedimento completamente automatizzato. Nella valle si trovano però alcune borgate che fanno parte del comune di Domodossola come Cisore e Monteossolano.
| Posizione    | Stemma | Città    | Popolazione (ab) | Superficie (km²) | Densità (ab/km²) | Altitudine (m s.l.m.) | Altitudine Minima (m s.l.m.) | Altitudine Massima (m s.l.m.) |
| ------------ | ------ | -------- | ---------------- | ---------------- | ---------------- | --------------------- | ---------------------------- | ----------------------------- |
| 1º           |        | Bognanco | 188              | 58,00            | 3,24             | 980                   | 416                          | 2715                          |
| Totale Valle | –      | –        | 188              | 58,00            | 3,24             | -                     | 416                          | 2715                          |

## Escursionismo
Nella valle ci sono molti punti di appoggio per gli escursionisti che la frequentano. Tra questi: il Rifugio Alpe di Gattascosa, il Rifugio Alpe il Laghetto m. 2039, il Bivacco Emilio Marigonda 1.823m, il Rifugio San Bernardo e il Rifugio il Dosso.